# ワーストウイッチ
「ワーストウィッチ」シリーズは、ジル・マーフィー（en: Jill Murphy）が執筆、ならびに挿絵を描いた、イギリスの児童文学。タイトルは「最低の魔女」という意味だが、これは主人公のミルドレッド・ハブル（en:Mildred Hubble）のことで、ミルドレッドはカックル魔女学校における成績が最低の問題児童である。また、「ワーストウイッチ」は、このシリーズ第1巻の原語版でのタイトルでもある。
日本語版も出版されており、2002年には評論社から、映像作品の日本語版（後述）とタイトルをあわせた「ミルドレッドの魔女学校」シリーズとして新装出版された。

## 書誌情報
1974年から2018年までに8巻が刊行されている。日本語版は評論社から4巻まで刊行。翻訳は松川真弓。2002年からはサブタイトルに『ミルドレットの魔女学校』を付して新装版が刊行された。

### 日本語版（新装版）
- 『〈ミルドレッドの魔女学校 1〉魔女学校の一年生』 ISBN 978-4-566-01354-4　厚生労働省社会保障審議会推薦[1][2]
- 『〈ミルドレッドの魔女学校 2〉魔女学校の転校生』 ISBN 978-4-566-01355-1　厚生労働省社会保障審議会推薦[1][3]
- 『〈ミルドレッドの魔女学校 3〉どじ魔女ミルの大てがら』 ISBN 978-4-566-01356-8　厚生労働省社会保障審議会推薦[1][4]
- 『〈ミルドレッドの魔女学校 4〉魔女学校、海へいく』 ISBN 978-4-566-01357-5[5]

| The Worst Witch                          | The Worst Witch | 日本語版                   | 日本語版 | 日本語版 | 日本語版 | 日本語版 | 日本語版 |
| 原作タイトル                             | 原作初版        | 日本語版タイトル           | 翻訳者   | 出版社   | 翻訳初版 | 新装版   | 文庫版   |
| ---------------------------------------- | --------------- | -------------------------- | -------- | -------- | -------- | -------- | -------- |
| The Worst Witch                          | 1974年          | 『魔女学校の一年生』       | 松川真弓 | 評論社   | 1987年   | 2002年   | 1993年   |
| The Worst Witch Strikes Again            | 1980年          | 『魔女学校の転校生』       | 松川真弓 | 評論社   | 1987年   | 2002年   | 1995年   |
| A Bad Spell for the Worst Witch          | 1982年          | 『どじ魔女ミルの大てがら』 | 松川真弓 | 評論社   | 1998年   | 2002年   |          |
| The Worst Witch all At Sea               | 1993年          | 『魔女学校、海へいく』     | 松川真弓 | 評論社   | 2000年   | 2002年   |          |
| The Worst Witch Saves the Day            | 2005年          |                            |          |          |          |          |          |
| The Worst Witch to the Rescue            | 2007年          |                            |          |          |          |          |          |
| The Worst Witch and the Wishing Star     | 2013年          |                            |          |          |          |          |          |
| First Prize for the Worst Witch          | 2018年          |                            |          |          |          |          |          |
| Fun with The Worst Witch(World Book Day) | 2014年          |                            |          |          |          |          |          |

## 登場人物
ここでは原作（小説）に登場する主な登場人物を紹介する。テレビ映画やテレビシリーズなどでは設定が異なることに注意したい。「List of The Worst Witch characters」を参照。
ミルドレッド・ハッブル
本作品の主人公であり、The worst witch（直訳: 最悪の魔女）である。魔女学校から黒猫ではなくトラ猫を渡され、「トラチャン」と名付ける。
モード・スペルボディ
ミルドレッドのクラスメイトであり親友。
イーニッド・ナイトシェード
ミルドレッドのクラスメイトであり親友。転校生として登場する。いたずら好きの女の子。
エセル・ハロウ
ミルドレッドのクラスメイトでありライバル。成績は常に優秀である。
ヘカテ・ハードブルーム教頭
カックル魔女学校の教頭。ミルドレッド達の授業を担当している。
エイダ・カックル校長
カックル魔女学校の校長。「アガサ」という双子の姉がいる。

## 派生作品

### テレビ映画（1986）
1986年に、フェアルザ・バルク主演で第1巻をもとにThe Worst Witch (film)として映像化された。

### テレビシリーズ（1998－2001,2004）
「The Worst Witch (1998 TV series)」を参照。
1998年には、ジョージナ・シェリントン 主演でテレビ番組が作られた（「ミルドレッドの魔女学校」として、日本でもビデオが発売された）。シェリントン主演のものは、本のストーリーをすべてなぞって放映され、その後、オリジナルの脚本のものも作られた。シェリントンが成長して、これ以上、魔女学校ものとしては続けることができなくなったとき、作品の舞台を大学に移し、タイトルを「ウィアードシスターズ・カレッジ（ワーストウィッチのさらなる冒険）」として放映された。そして2004年にはスピンオフ作品である「The New Worst Witch」が製作された。

### テレビシリーズ（2017－2020）
「The Worst Witch (2017 TV series)」参照。
2017年より、アメリカNetflix、イギリスCBBC、ドイツZDFの共同製作で再び映像化された(日本ではNetflixがオリジナルとして独占配信)。主演はベラ・ラムジー (「ゲーム・オブ・スローンズ」) 。シーズン1のエピソードは12話、シーズン2は13話。2020年1月10日から同年4月3日までNHK Eテレの毎週金曜19:25 - 19:50（JST）でシーズン1が放送され、同年10月30日から2021年1月29日まで同枠でシーズン2が放送された。ロケ地はドイツのホーエンツォレルン城となっている。
| 役名                                                            | キャスト                                      | Netflix版（声優）       | NHK版（声優）           |
| --------------------------------------------------------------- | --------------------------------------------- | ----------------------- | ----------------------- |
| ミルドレッド・ハッブル （主人公）                               | S1～3 ベラ・ラムジー S4 リディア・ペイジ      | 宇山玲加                | 鈴木梨央                |
| モード・スペルボディ （ミルドレッドの親友・クラスメイト）       | S1 メイブ・キャンベル S2～ メーガン・ヒューズ | 櫻庭有紗                | 林日葵                  |
| イーニッド・ナイトシェード （ミルドレッドの親友・クラスメイト） | タマラ・スマート                              | 近藤唯                  | 神田愛莉                |
| エセル・ハロウ （ミルドレッドの親友・クラスメイト）             | ジェニー・リチャードソン                      | 戸田めぐみ              | 嶋村侑                  |
| カックル校長 （魔女学校の校長）                                 | クレア・ヒギンズ （クレア・ガワー）           | 片岡富枝 （川井田夏海） | 勝生真沙子 （中嶋ヒロ） |
| アガサ （カックル校長の双子の姉）                               | クレア・ヒギンズ （クレア・ガワー）           | 片岡富枝 （川井田夏海） | 勝生真沙子 （中嶋ヒロ） |
| ヘカテ教頭（ハードブルーム先生） （魔女学校の教頭）             | ラケル・キャシディ                            | 日野由利加              | 高乃麗                  |

#### スタッフ
- 原作者: ジル・マーフィー
- 脚本:
- ディレクター: ブライアン・グラント
- 製作総指揮:
- 監督:
- 放送局: Netflix、 CBBC、 第2ドイツテレビ

#### 各話放送リスト
シーズン1（2017年）
| 話数 | サブタイトル             | サブタイトル（Netflix） | サブタイトル（NHK）                               |
| ---- | ------------------------ | ----------------------- | ------------------------------------------------- |
| 1    | Selection Day            | 魔女学校の入学試験      | 落ちこぼれの魔女 パート1 落ちこぼれの魔女 パート2 |
| 2    | Tabby                    | 猫のトラ                | ミリーの猫                                        |
| 3    | New Girl                 | 転校生あらわる          | 転校生イーニッド                                  |
| 4    | Pond Life                | 池ぐらし                | 変身ケロケロケロ！                                |
| 5    | The Great Wizard's Visit | 偉大な長老の訪問        | 我は大魔法使い！                                  |
| 6    | The Best Teacher         | サイコーの先生          | ウソッコ先生                                      |
| 7    | Maud's Big Mistake       | とてつもない失敗        | おなやみモード                                    |
| 8    | The First Witch          | サイショの魔女          | カミカミカミー！                                  |
| 9    | Spelling Bee             | 魔法薬調合試合          | ネコかぶってた？                                  |
| 10   | The Mists of Time        | 時間の霧                | キリキリ舞いの過去                                |
| 11   | Out Of Bounds            | 外出禁止令              | 善魔女 VS. 悪魔女 パート1                         |
| 12   | The Worst Headmistress   | サイアクの校長          | 善魔女 VS. 悪魔女 パート2                         |

シーズン2（2018年）
| 話数 | サブタイトル                        | サブタイトル             |
| ---- | ----------------------------------- | ------------------------ |
| 1    | Tortoise Trouble                    | カメは知っている         |
| 2    | The Friendship Trap                 | 友情のわな               |
| 3    | Ethel Everywhere                    | エセルだらけ             |
| 4    | The Extraordinary Esper Vespertilio | いだいなる歌い手エスパー |
| 5    | Mildred's Family Tree               | ミルドレッドの家系樹     |
| 6    | Bat Girl                            | イタズラむすめ           |
| 7    | Hollow Wood                         | ホロウ・ウッド           |
| 8    | Miss Cackle's Birthday              | カックル校長の誕生日     |
| 9    | Miss Softbroom                      | ソフトブルーム先生       |
| 10   | A New Dawn                          | 新たな始まり             |
| 11   | Love at First Sight                 | あなたに一目ぼれ         |
| 12   | All Hallow's Eve                    | お願いご先祖様           |
| 13   | The Big Freeze                      | 全てがこおる前に         |

シーズン3（2019年）
| 話数 | サブタイトル                        | サブタイトル           |
| ---- | ----------------------------------- | ---------------------- |
| 1    | The Wishing Star                    | 星をつかめ!            |
| 2    | Double Hubble                       | ハブル先生の初授業     |
| 3    | Magic Mum                           | 魔女になったママ       |
| 4    | The Swamp Troll                     | 怒りんぼはダメ!        |
| 5    | The Owl and the Pussycat            | フクロウの涙           |
| 6    | The Game                            | ゲームに夢中           |
| 7    | Bad Magic                           | ジョイとインディゴ     |
| 8    | The Cackle Run                      | 命がけのレース         |
| 9    | Starstruck                          | スターに憧れて         |
| 10   | Finding Joy                         | ジョイはジョイでも     |
| 11   | The Broom Stick Uprising            | ホウキの蜂起（ほうき） |
| 12   | Ethel Hallow to the Rescue, Parts 1 | 騒がしい結婚式         |
| 13   | Ethel Hallow to the Rescue, Parts 2 | 英雄エセル 参上        |

シーズン4（2020年）

#### NHK Eテレ放送
| NHK Eテレ 金曜19:25 - 19:50枠                                               | NHK Eテレ 金曜19:25 - 19:50枠                                             | NHK Eテレ 金曜19:25 - 19:50枠                  |
| 前番組                                                                      | 番組名                                                                    | 次番組                                         |
| --------------------------------------------------------------------------- | ------------------------------------------------------------------------- | ---------------------------------------------- |
| 超能力ファミリー サンダーマン （第4シーズン）                               | ミルドレッドの魔女学校 （第1シーズン） （2020年1月10日 - 4月3日）         | ファインド・ミー 〜パリでタイムトラベル〜      |
| ファインド・ミー 〜パリでタイムトラベル〜                                   | ミルドレッドの魔女学校 （第2シーズン） （2020年10月30日 - 2021年1月29日） | ゲームシェイカーズ （第3シーズン）             |
| ファインド・ミー 〜パリでタイムトラベル〜                                   | ミルドレッドの魔女学校 （第3シーズン） （2022年2月4日 - 2022年4月1日）    | ギョギョッとサカナ★スター （ここから教養番組） |
| アニメ ざんねんないきもの事典 ※19:25 - 19:30 NHKみんなの手話 ※19:30 - 19:55 | ミルドレッドの魔女学校 （第3シーズン） （2022年4月10日 - 2022年5月1日）   | オールモスト・ネバー 夢みるバンド物語          |

- 2021年5月15日より再放送される。

### ミュージカル（2019）
「The Worst Witch#Stage adaptation」を参照。
The Worst Witch Liveとして舞台公演された。（2019年7月24日ー年9月8日）
本作品ではミルドレッドの魔女学校生活の最後の年が描かれている。
劇作家エマ・リーヴスが脚本を書き、Theresa Heskinsが監督を務めた。2020年ローレンス・オリヴィエ賞（ファミリ作品賞）を受賞した。　2019年にはウエスト・エンド・ライブ（英：West End LIVE）にてパフォーマンスが行われた。